# Chaetoderma elegans
Espèce
Chaetoderma elegans est une espèce de mollusques de la classe des Caudofoveata, de l'ordre des Chaetodermatida et de la famille des Chaetodermatidae. Elle est trouvée à l'est de l'océan Pacifique.

## Description
Comme les autres aplacophores, ils sont généralement hermaphrodites.